# Nossa Senhora das Neves
Nossa Senhora das Neves is een plaats (freguesia) in de Portugese gemeente Beja en telt 1 895 inwoners (2001).